# Sumber Wringin
Sumber Wringin is een bestuurslaag in het regentschap Jember van de provincie Oost-Java, Indonesië. Sumber Wringin telt 6303 inwoners (volkstelling 2010).